# César González Álvarez
César Antonio González Álvarez (Santiago de Chile, 28 de mayo de 1988), más conocido como César González Álvarez, es un guionista, director y productor de cine chileno. Dentro de sus obras destacadas se encuentran Nado de Invierno y La Cofradía.

## Obra

### Director

#### Cine
- 2014: Segundo
- 2015: La Montaña Errante
- 2016: La Cofradía
- 2017: Nado de Invierno
- 2018: Cena di Notte

### Guionista

#### Cine
- 2014: Segundo
- 2015: La Montaña Errante
- 2016: La Cofradía
- 2017: Nado de Invierno
- 2018: Cena di Notte (co-guionista)
- 2019: Accordi Maggiori (apoyo de guion)

#### Televisión
- 2020: Dubois

### Director de Fotografía

#### Cine
- 2015: Desde Afuera (Dir: Andrea Guerrero Rojas)

### Autor

#### Novela Gráfica
- 2015: Emisario del Sol

## Premios y Reconocimientos
| Año  | País      | Premio / Evento                              | Categoría                  | Obra               | Resultado        | Referencia |
| ---- | --------- | -------------------------------------------- | -------------------------- | ------------------ | ---------------- | ---------- |
| 2021 | Chile     | Sanfic Industria                             | Premio ConectaFiction      | Dubois             | Ganador          | [ 2 ]      |
| 2020 | España    | Sitges                                       | Best Scripted Series       | Dubois             | Ganador          | [ 3 ]      |
| 2020 | Chile     | CinemaChile                                  | Pitch Series Cinemachile   | Dubois             | Mención Especial | [ 4 ]      |
| 2018 | Chile     | Festival Internacional BioBioCine            | Mejor Cortometraje Chileno | Nado de Invierno   | Ganador          | [ 5 ]      |
| 2017 | Colombia  | Festival de Cine Animal de Bogotá            | Mejor Cortometraje         | Desde Afuera       | Ganador          | [ 6 ]      |
| 2016 | Australia | Phoenix Film Festival Melbourne              | Mejor Cortometraje         | La Montaña Errante | Finalista        | [ 7 ]      |
| 2015 | Chile     | Festival Internacional del Comic de Santiago | Mejor Comic Web            | Emisario del Sol   | Ganador          | [ 8 ]      |